# Ans Koning
Johanna (Ans) Hofmeester-Koning (Den Haag, 27 maart 1923 – Rotterdam, 22 juli 2006) was een Nederlandse atlete, die gespecialiseerd was in het speerwerpen. Zij nam eenmaal deel aan de Olympische Spelen en werd bij die gelegenheid zesde.

## Loopbaan

### Recordhoudster
Haar belangrijkste prestaties leverde zij in de jaren direct na de Tweede Wereldoorlog. Bij de Europese kampioenschappen in Oslo in 1946 behaalde zij op haar favoriete onderdeel een bronzen medaille en bracht zij tevens het Nederlandse record op 44,28 m. Dit record zou stand houden tot 1958.

### Zesde plaats op OS 1948
Twee jaar later was zij als deelneemster ook aanwezig bij de door Fanny Blankers-Koen gedomineerde Olympische Spelen in Londen. Ze behaalde er bij het speerwerpen een zesde plaats. Dat dit geen hogere plaats werd had waarschijnlijk te maken met het feit, dat een collega atleet met zijn spikes op haar afzetvoet was gaan staan, waardoor zij niet honderd procent kon presteren. In 1950, tijdens de Europese kampioenschappen in Brussel, was ze er opnieuw bij. Ze wierp er zich met haar speer naar een negende plaats.

### Vijf nationale titels
Ans Hofmeester-Koning werd in totaal vijfmaal Nederlands speerwerpkampioene. Zij was getrouwd met Harry Hofmeester, eveneens een oud-atleet, die tevens directeur van het Rotterdamse sportpaleis Ahoy is geweest.
Tijdens haar actieve atletiekloopbaan was Ans Hofmeester-Koning lid van de Haagse atletiekverenigingen GONA en Olympia '48.

## Nederlandse kampioenschappen
| Onderdeel   | Jaar                         |
| ----------- | ---------------------------- |
| speerwerpen | 1946, 1947, 1949, 1950, 1952 |

## Persoonlijk record
| Onderdeel               | Prestatie       | Datum            | Plaats |
| ----------------------- | --------------- | ---------------- | ------ |
| speerwerpen (oud model) | 44,28 m (ex-NR) | 25 augustus 1946 | Oslo   |